# Langue active
Pour un article plus général, voir Structure d'actance.
En grammaire et en typologie linguistique, une langue active, ou plus précisément une langue à structure d'actance de type actif-statif, est une langue dont la grammaire marque l'actant unique des verbes intransitifs tantôt comme le sujet tantôt comme l'objet des verbes transitifs. On trouve également les dénominations de langue duale ou d'intransitivité scindée.

## Principe
Dans de telles langues, le marquage de la fonction syntaxique tend à être étroitement corrélé au rôle sémantique de l'actant, quelle que soit la transitivité du verbe :
- l'actant unique d'un verbe intransitif occupant un rôle d'agent (actif) sera marqué comme le sujet d'un verbe transitif ;
- l'actant unique d'un verbe intransitif occupant un rôle de patient (statif) sera marqué comme l'objet d'un verbe transitif.

Selon les langues considérées, le locuteur peut avoir plus ou moins de latitude dans cette répartition. Cette variation oscille entre deux modèles :
- dans le modèle « scindé », le verbe intransitif impose le marquage actif ou statif de son actant, sans laisser de choix au locuteur : la répartition est donc lexicale. C'est par exemple le cas en lakota ;
- dans le modèle « fluide », le locuteur peut choisir de marquer l'actant d'un verbe intransitif comme actif ou statif selon le contexte, typiquement selon son animéité ou selon le degré de contrôle ou de volition qu'il exerce sur le procès exprimé par le verbe : la répartition est donc pragmatique. C'est par exemple le cas en guarani.

Les langues actives s'opposent ainsi :
- aux langues accusatives, qui marquent systématiquement l'actant unique du verbe intransitif comme le sujet d'un verbe transitif ;
- aux langues ergatives, qui marquent systématiquement l'actant unique du verbe intransitif comme l'objet d'un verbe transitif.

## Répartition
Les langues actives sont moins répandues que les langues accusatives ou ergatives. Elles ne sont cependant pas rares parmi les langues amérindiennes.